# Reina-Valera
La Reina-Valera est la première édition du texte intégral de la Bible en espagnol. La traduction de la Bible est réalisée par le théologien protestant espagnol Casiodoro de Reina en 1569, révisée en 1602 par son élève Cipriano de Valera.
Elle est également connue sous le nom de Biblia del Oso (en français : la Bible de l'Ours) parce que l'illustration sur la page de titre montrait un ours essayant d'atteindre une ruche suspendu à un arbre.
En 1909, l'Alliance biblique universelle diffuse une nouvelle version révisée. De nouvelles révisions ont eu lieu en 1960, 1977, 1995 et plus récemment en 2011.

## Histoire

### Première édition
Casiodoro de Reina, ancien moine catholique de l'Ordre de Saint-Jérôme passé à la Réforme traduit avec plusieurs collaborateurs la Biblia del Oso, la première Bible complète imprimée en espagnol. Les traductions antérieures, telles que la Bible d'Alphonse du XIIIe siècle, traduite de la Vulgate de Jérôme, avaient été copiées à la main.
La Bible est publié pour la première fois le 28 septembre 1569 à Bâle, en Suisse,. La traduction est basée sur le texte massorétique hébreu (édition de Bomberg, 1525) pour l'Ancien Testament et le texte grec Textus Receptus (édition de Stephanus, 1550) pour le Nouveau Testament. Comme sources secondaires, Reina utilise la Bible de Ferrare pour l'Ancien Testament et l'édition latine de Santes Pagnino partout. Pour le Nouveau Testament, il est aidé par les traductions de Francisco de Enzinas et Juan Pérez de Pineda. La version 1569 comprend les livres deutérocanoniques de l'Ancien Testament.

### Édition de Cipriano de Valera
En 1602, Cipriano de Valera, un étudiant de Casiodoro de Reina, publie une révision de la Biblia del Oso, imprimée à Amsterdam. Les livres deutérocanoniques de l'Ancien Testament, considérés comme apocryphes par les juifs et les protestants, y sont placés dans une section distincte entre l'Ancien et le Nouveau Testament. Dans cette révision, les mots ont changé de sens ou sont inusités. Pendant un certain temps, cette traduction est connu simplement sous le nom de de Valera.

### Révisions supplémentaires
La British and Foreign Bible Society, l'American Bible Society et l'Alliance biblique universelle publient quinze révisions entre 1808 et 1995  dont celles de 1909, 1960 et 1995 sont les plus importantes aujourd'hui et continuent d'être imprimés aujourd'hui,.
Le Nouveau Testament de 1995 est basé sur le Textus Receptus traditionnel, malgré le fait que l'Alliance biblique universelle utilise des textes grecs critiques modernes comme base pour d'autres traductions. Il conserve la traduction traditionnelle de יהוה (YHWH), le nom de Dieu, par « Jehová ». À l'exception de la Nueva Reina Valera 1990, révision qui remplace « Jehová » par « El Eterno », l’Éternel, et de la Reina Valera Contemporánea, révision de 2011 qui remplace « Jehová » par « El Señor », le Seigneur).
De plus, il utilise pour la deuxième personne du pluriel le pronom « vosotros » (sauf pour la Reina Valera Contemporánea qui remplace « vosotros » par « ustedes »), qui est obsolète dans le monde hispanophone en dehors de l'Espagne. Outre la mise à jour du vocabulaire nécessaire, ses innovations majeures résident dans le domaine de la présentation visuelle : le vers hébreu est imprimé d'une manière qui reflète sa structure plutôt que comme s'il s'agissait de prose, et la numérotation des vers est conservée, le texte clairement énoncées dans les paragraphes.
La révision de 1960 est devenue la Bible commune de plusieurs millions de protestants hispanophones à travers le monde, dépassant la 1909 dans sa réception. Presque toutes les églises hispaniques l'utilisent, malgré de nouvelles tentatives de révision.
La Bible Reina-Valera est l'une des traductions de la Bible autorisées à être utilisées dans les services en langue espagnole de la Communion anglicane ainsi que par de nombreux groupes religieux issus de la Réforme protestante,.